# Hipohalit

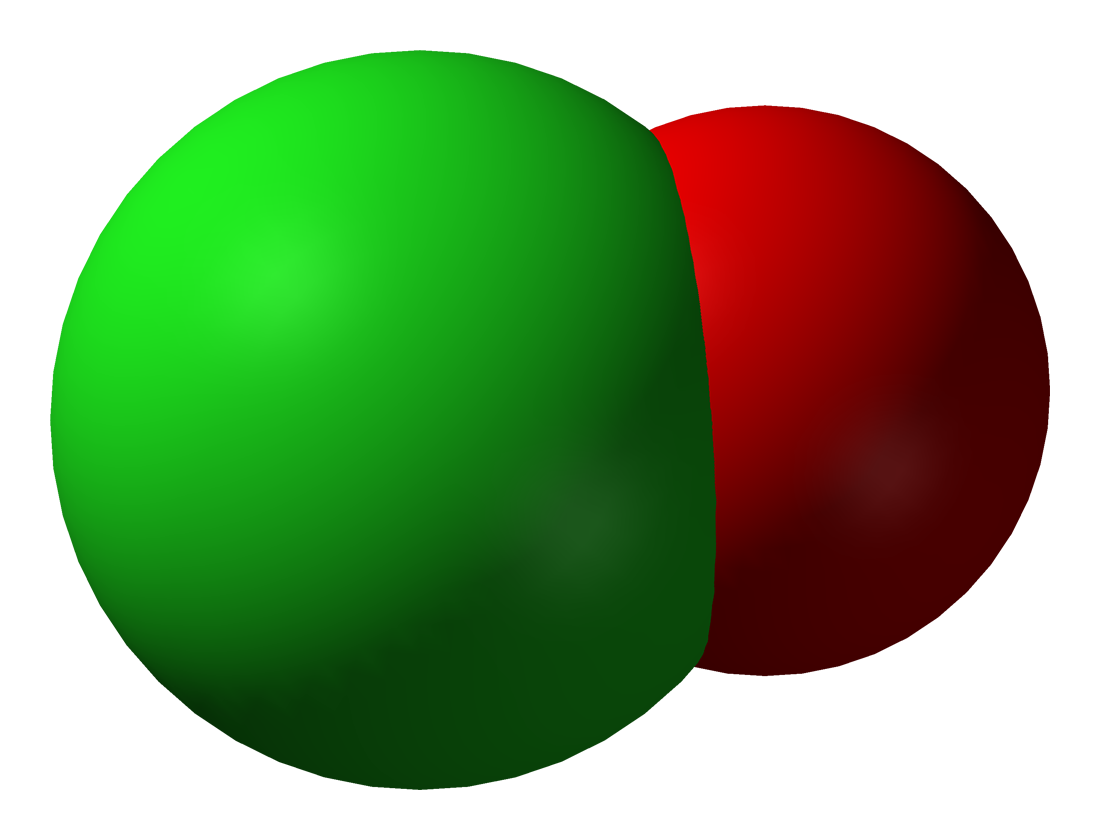
Hipoclorit (ClO^{-})

Un hipohalit, en anglès:hypohalite, és un oxoanió que conté un halogen en l'estat d'oxidació +1.
Aquest terme inclou els hipoiodits, hipobromits i els hipoclorits.
En el cas del Hipofluorit l'àtom de fluor està en l'estat d'oxidació -1.